# La Fage-Montivernoux
 La Fage-Montivernoux  es una población y comuna francesa, situada en la región de Languedoc-Rosellón, departamento de Lozère, en el distrito de Mende y cantón de Fournels.

## Demografía
| 344 | 314 | 276 | 234 | 204 | 167 |
| Para los censos de 1962 a 1999 la población legal corresponde a la población sin duplicidades (Fuente: INSEE [Consultar]) |     |     |     |     |     |